# Friedrich László
Nyitrazsámbokréti Friedrich László Sándor (Budapest, 1892. március 25. – Budapest, Józsefváros, 1958. november 6.) orvos, belgyógyász, az orvostudományok doktora (1958). Nagybátyja Friedrich Tivadar újságíró, lapszerkesztő.

## Élete
Friedrich Vilmos (1864–1945) orvos, egészségügyi tanácsos és Pick Olga (1870–1948) fiaként született zsidó családban. A VII. kerületi magyar királyi állami gimnáziumban érettségizett 1908-ban. Egyetemi tanulmányait a Budapesti Tudományegyetemen végezte, ahol 1914-ben orvosdoktori oklevelet szerzett. 1912–1919-ben az egyetem Kórbonctani Intézetében Krompecher Ödön professzor mellett működött. Részt vett az első világháborúban és szolgálataiért megkapta a koronás arany érdemkeresztet és a Vöröskereszt II. osztályú érmét. 1919-ben kikeresztelkedett a katolikus vallásra. 1919–20-ban Berlinben Ehrmann tanár, majd 1921–1923-ban Frankfurt am Mainban Bergmann professzor asszisztense volt. 1923-tól az Országos Társadalombiztosító Intézet (OTI) központi gyomor- és bélosztályának vezetőjeként működött. 1937-ben a brüsszeli Gastroenterologiai Társaság főtitkárának választották. 1939-ben meghívást kapott New Yorkba, Burnett professzor klinikájára, s a Medical Flower Hospitalba került főorvosnak és tudományos munkára nevezték ki. 1945-ben a Korányi Kórház II. számú belgyógyászati osztályának vezető főorvosa lett. 1946-ban „A gyomor-bél megbetegedések vizsgálati módszerei és elkülönítő kórisméje“ tárgykörből egyetemi magántanári képesítést nyert. 1952-ben addigi tudományos munkássága elismeréseként megkapta az orvostudományok kandidátusa címet. 1956-tól a Balassa János Kórház belgyógyász főorvosává nevezték ki. 1958-ban – gasztroenterológiai tudományos munkáinak eredményeként – elnyerte az orvostudományok doktora kitüntető címet. Jelentős tevékenységet fejtett ki az emésztőszervi betegségek klinikumával és a gasztroszkópia gyakorlati megvalósításával kapcsolatosan, illetve a gyomorfekély sebészeti gyógyítása terén. Felfedezte a gyomorfekély ún. gyrus-tünetét.
A második világháború után jelentős szerepe volt a Magyar Gasztroenterológiai Egyesület megalapításában, amelynek előbb főtitkárává, 1948-ban alelnökévé választották.
Házastársa Winter Lívia volt, Winter Ármin (Hermann) és Hőnig Rozália lánya, akit 1932. augusztus 29-én Budapesten vett nőül.
A Fiumei úti sírkertben helyezték végső nyugalomra (Bal oldali falsírboltok, B-601. Winter család sírboltjába).

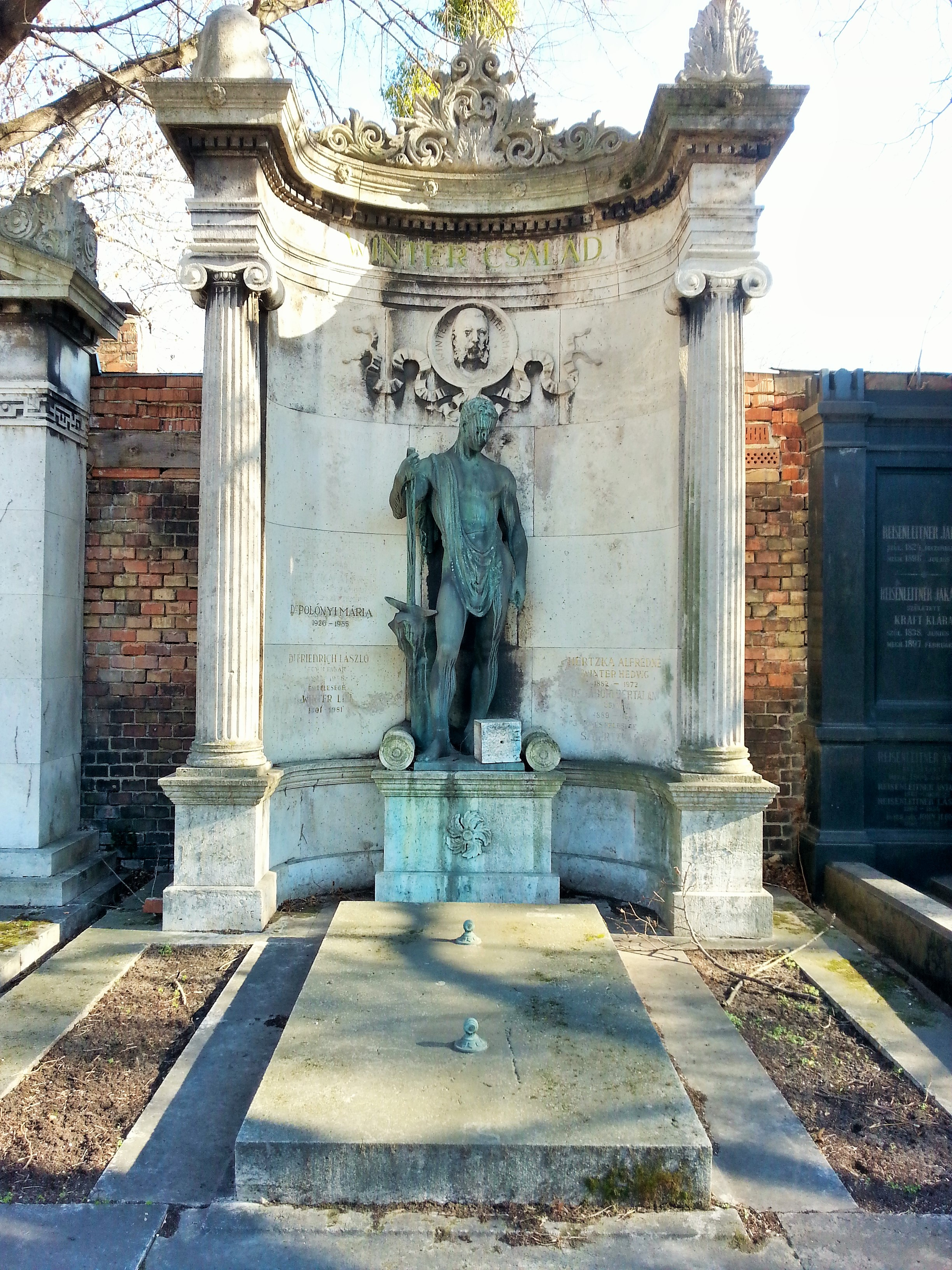
Sírja a Fiumei úti sírkertben. Alkotók:Kalotai Kreipel Ottó, bronzöntvény: Krausz Ferenc

## Művei
- A hányásról (Budapest, 1917)
- A visszatérő lázról (febris recurrens): közlemény a péterváradi várkórházból (Budapest, 1918)
- Gyógyszerhatásvizsgálatok a gyomron (Bársony Tivadarral, Budapest, 1924)
- Gyomoraciditás és pylorus (Bársony Tivadarral és Bokor Györggyel, Budapest, 1925)
- Az icterusról (Budapest, 1925)
- Adalékok az obstipatio diagnostikájához és therapiájához (Budapest, 1926)
- Chronikus gyomorvolvulus esete (Budapest, 1926)
- A gyomor és bél neurósisairól (Budapest, 1926)
- Therapiás vizsgálatok gyomorduodenum-fekélyeseken (Bársony Tivadarral, Budapest, 1926)
- Adatok az epehólyagbetegségek diagnostikájához (Bársony Tivadarral, Budapest, 1926)
- Adatok a gyomorduodenum-fekélyek Röntgen-kezeléséhez (Bársony Tivadarral, Budapest, 1927)
- Az epehólyag-megbetegedések diagnostikájáról (Budapest, 1927)
- Szakaszos gyomornedv-vizsgálatok gyomor és nyombél-fekélyeseknél 200 eset kapcsán (Budapest, 1927)
- A cholelithiasisról (Budapest, 1928)
- Levonhatók-e következtetések a gyomorbennék vizsgálatából? (Budapest, 1929)
- Antivírussal kezelt colitis esetek (Budapest, 1930)
- A cholecystektomiák utáni panaszok analysise és azok kezelése (Budapest, 1933)
- A tiszta alkohol hatása a gyomor motilitásra (Bokor Györggyel, Budapest, 1933)
- A gyomorsüllyedésről (Budapest, 1933)
- A gyomor-bélfekély diaetás kezelése (Budapest, 1936)
- A cholecystographiáról különös tekintettel annak társadalombiztosítási vonatkozásáról (Budapest, 1937)
- Taenia, echinococcus, trichinosis (Budapest, 1938)
- Érdekesebb gyomortükrözéssel (gastroskoppal) vizsgált esetek (Budapest, 1939)
- Összehasonlító vizsgálatok gastritises esetekben gastroscopos és Röntgen relief eljárással (Debrecen, 1940)
- Gastroskopos megfigyelések hasi műtétek után (Budapest, 1941)
- A gyomorbetegségek kórismeretének és gyógykezelésének újabb eredményei (Budapest, 1942)
- A gyomor belvilága epehólyagkiirtás után (Budapest, 1942)
- A fekélybetegség exogén tényezői, az ambuláns fekélykúrák, valamint a gastroskopia jelentősége (Budapest, 1943)
- Műtét utáni gyomorpanaszok elemzése (Budapest, 1943)
- A gyomorfekélyek megszaporodása a háború óta (Budapest, 1944)
- A hasi diagnosztika taktikája (Budapest, 1945)
- A gastrokopia helye a gyomor-diagnostikában (Budapest, 1947)
- Új májpunctiós eljárás (Policzer Miklóssal, Budapest, 1948)
- Új gastroskópos tünet nyombélfekélynél (Budapest, 1948)
- Anguillula intestinalis esete (Budapest, 1949)
- A gastroscopia jelentősége a gyomorfekély diagnosztikájában (Budapest, 1953)
- A laparoscopia szerepe a gyomorcarcinomák operabilitásának eldöntésében (Medgyes Árpáddal és Dénes Zoltánnéval, Budapest, 1959)
- Gastroskópia (átdolgozta és sajtó alá rendezte Fóti Mihály, Budapest, 1960; román–magyar közös kiadásban is)

## Díjai, elismerései
- Koronás arany érdemkereszt
- Vöröskereszt II. osztályú érme
- Boas-díj (1921, Deutsche Gesellschaft für Gastroenterologie, Verdauungs- und Stoffwechselkrankheiten)
- Kiváló Orvos (1957)